# ジョウン・ボーフォート (ウェストモーランド伯爵夫人)
ウェストモーランド伯爵夫人ジョウン・ボーフォート（Joan Beaufort, Countess of Westmorland, 1379年頃 - 1440年11月13日）は、プランタジネット朝・ランカスター朝期のイングランドの女性貴族である。イングランド王族であるランカスター公ジョン・オブ・ゴーントと3番目の妻キャサリン・スウィンフォードの娘でウェストモーランド伯ラルフ・ネヴィルの妻。サマセット伯ジョン・ボーフォート、ヘンリー・ボーフォート枢機卿、エクセター公トマス・ボーフォートは同母兄、ランカスター朝の始祖ヘンリー4世は異母兄に当たる。
孫であるエドワード4世以降、全てのイングランドの統治者の共通の先祖である。ただし、ヘンリー7世だけは直接の子孫ではないが、ジョウンの曾孫エリザベス・オブ・ヨークを妻にしている上に、ジョウンの同母兄ジョン・ボーフォートの曾孫でもあるので、血縁があるとは言える。

## 生涯
ジョウンはプランタジネット朝の王子であったジョン・オブ・ゴーントと彼の妾キャサリン・スウィンフォードの4番目の子（一人娘）として、フランスのアンジューにあるボーフォール城（ジョウンの姓はこの城の名にちなんでいる）で生まれた。ジョウンはまだ若い時にロバート・フェラーズ卿と結婚し、夫が1395年頃に亡くなるまでに2人の娘を授かった。
当時のイングランドの法律では、正式な手続きを踏んでいない結婚は「非合法」とされ、その結果生まれた子供も「私生児（庶子）」として扱われていた。ジョウンの場合は3人の兄と共に、すでに1390年に従兄のリチャード2世によって「合法的である」という私的談話を得ていたのだが、様々な理由で父は1397年1月に議会宣言の形で同様の確認をとった。これで晴れてジョウンたちは「ジョン・オブ・ゴーントの正式な子供」と認められたのである。
この公表のすぐ後の1397年2月3日、ジョウンは18歳でウェストモーランド伯ラルフ・ネヴィルと再婚する（ウェストモーランド伯も再婚）。 彼らは10人以上の子に恵まれた。そのうちの1人が、後にヨーク公リチャードと結婚して、国王エドワード4世・リチャード3世を産む事になるセシリー・ネヴィルである。
夫が1425年に亡くなると、爵位と所領は法律に従って最年長の男子である夫と同名のラルフ・ネヴィル（先妻の孫）に渡る事になる。ただ爵位と邸宅が次代に渡る代わりに、豊かな所領の大部分はジョウンのものになった。
ラルフが遺したこの措置は、未亡人になったジョウンが生活に困らないようにとの配慮だろうが、結果的に彼は自分の財産だけでなく家族も二分してしまった。その後何年も、ジョウンが譲渡された土地をめぐってジョウンとラルフの間で壮烈な争いを行うことになった。もっともジョウンにはラルフでは歯が立たないほど強力な「王室の血とコネ」があったので、異議を申し立ててもラルフの分与分はほとんど増えなかった。遺産問題に決着がついたので、必然的にジョウンが亡くなれば所領はジョウンの子供たちによって相続される事になる。
ジョウンは1440年11月13日にヨークシャーのホーデンで亡くなった。遺体は（先妻と一緒に埋葬された）夫ラルフと一緒ではなく、母の眠るリンカーン大聖堂の壮大な聖壇に葬られた。ジョウンの墓は真鍮のプレートで飾られたうちの小さい方だったが、1644年の清教徒革命の折に、清教徒によって損壊された。

## 子女
最初の夫ロバート・フェラーズ卿との間に2人の子を儲けた。
- エリザベス・フェラーズ（1393年 - 1474年） - グレイストーク男爵ジョン・ド・グレイストークと結婚
- マーガレット/メアリー（1394年 - 1457年/1458年） - ウェストモーランド伯ラルフ・ネヴィルと先妻の子サー・ラルフ・ネヴィルと結婚

2番目の夫ウェストモーランド伯ラルフ・ネヴィルとの間に14人の子を儲けた。
- レディー・キャサリン・ネヴィル - 1411年1月12日にノーフォーク公ジョン・モウブレーと結婚し、次にトーマス・ストレンジウェイズ卿と結婚。3回目はボーモント子爵ジョン・ボーモントと、4回目はジョン・ウッドヴィル卿（イングランド王妃エリザベス・ウッドヴィル弟）と結婚した。
- レディー・エレノア・ネヴィル（? - 1472年） - 最初ブルクハーシュ男爵リチャード・ル・デスペンサーと結婚し、次にノーサンバランド伯ヘンリー・パーシーと結婚した。
- リチャード・ネヴィル（1400年 - 1460年） - ソールズベリー伯
- ロバート・ネヴィル（? - 1457年） - ダラム司教
- ウィリアム・ネヴィル（? - 1463年） - ケント伯
- エドワード・ネヴィル（? - 1476年） - バーガベニー男爵、初めウスター伯リチャード・ド・ビーチャム娘エリザベスと結婚、次にジョン・ハワードの妹キャサリンと結婚。
- アン・ネヴィル（1411年頃 - 1480年) - バッキンガム公ハンフリー・スタフォードと結婚、次のマウントジョイ男爵ウォルター・ブロント（1474年没）と結婚。
- セシリー・ネヴィル（1415年 - 1495年） - ヨーク公リチャードと結婚してエドワード4世、リチャード3世らを儲けた。
- ジョージ・ネヴィル（? - 1469年） - ラティマー男爵、ウォリック伯リチャード・ド・ビーチャムの娘エリザベスと結婚。
- ジョン・ネヴィル - 早逝。
- カスバート・ネヴィル - 早逝。
- トーマス・ネヴィル - 早逝。
- ヘンリー・ネヴィル - 早逝。
- ジョウン・ネヴィル - 修道女になった。